# اوبرنفلد
اوبرنفلد (به آلمانی: Obernfeld) یک شهر در آلمان است که در گوتینگن واقع شده‌است. اوبرنفلد ۱٬۰۲۶ نفر جمعیت دارد.